# Kärringen därnere
Kärringen därnere är en svensk dramakomedi som hade premiär den 13 oktober 2006. Den är regisserad av Ragnar Di Marzo.

## Handling
Den pensionerade Magda bor ensam i sin lägenhet. Hon är en mycket bestämd kvinna som är skeptisk och otrevlig mot människorna omkring henne. En dag träffar hon den 23-åriga Dana i husets källare. Dana är på flykt från sitt land och sin familj och gömmer sig i Sverige. Magda tar motvilligt Dana under beskydd och gömmer henne i sin lägenhet då hon är jagad av en släkting. 
Men det visar sig bli problematiskt och oväntat. Vissa vänner blir fiender och vissa fiender vänner. Magda tvingas omvärdera sitt liv och mitt i allt hinner Danas mörka förflutna ikapp henne.

## Roller
- Gunvor Pontén som  Magda
- Aida Gordon som  Dana
- Axelle Axell som  Lollo
- Marianne Karlbeck som  Maud
- David Boati som  Erik
- Fredrik Ejemo som  Jonathan
- Göran Forsmark som  Jeff
- Claudia Galli som  Vesna
- Christer Holmgren som  Generalen
- Gösta Hurtig-Möller som Jacob
- Yohanna Idha som  Sommarflickan på ön
- David Lenneman som  Sjukhusreceptionist
- Fredrik Ljungestig som  Matti
- Lisa Werlinder som Natalie